# Henry Kravis

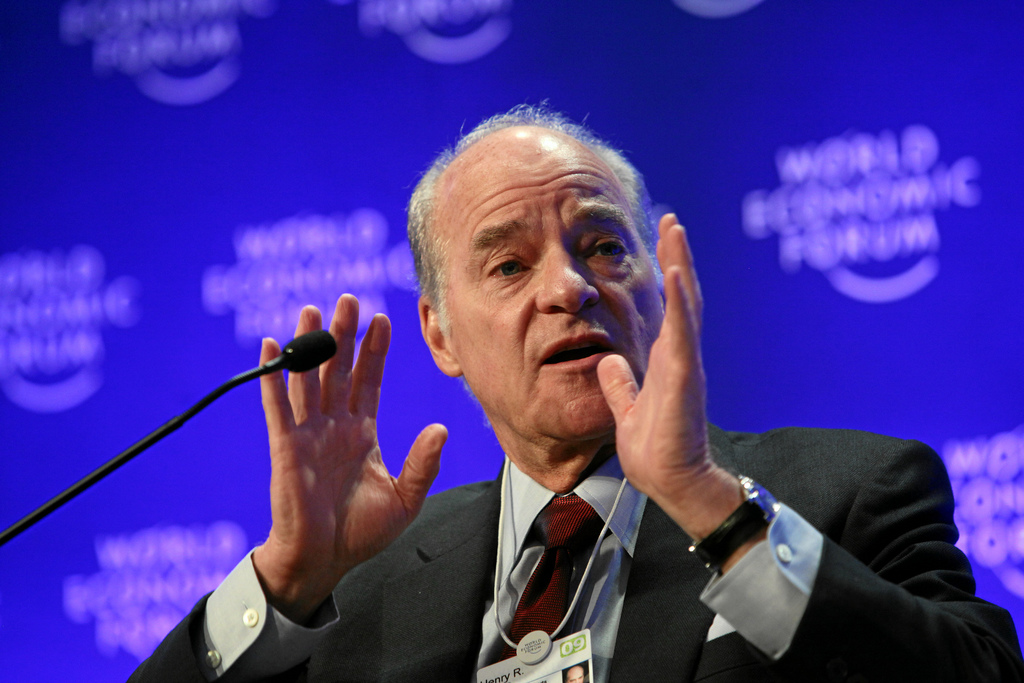
Henry Kravis auf dem Weltwirtschaftsforum 2009

Henry R. Kravis (* 6. Januar 1944 in Tulsa, Oklahoma) ist ein US-amerikanischer Investor. Er ist Miteigentümer der großen Beteiligungsgesellschaft (Private Equity Investment) KKR, die 2006 in Deutschland durch die gemeinschaftliche Übernahme (mit Permira) der ProSiebenSat.1 Media bekannt wurde.
Sein Vermögen wurde im Januar 2024 von Forbes auf 10,3 Milliarden US-Dollar geschätzt.
Im Jahr 2015 nahm er an der 63. Bilderberg-Konferenz in Telfs-Buchen in Österreich teil.

## Vor KKR
Kravis studierte Volkswirtschaftslehre am Claremont McKenna College bis 1967 und machte an der Columbia Business School 1969 seinen MBA.
In New York arbeitete er unter Jerome Kohlberg, Jr. mit seinem Cousin George Rosenberg Roberts bei Bear Stearns, wo er schnell Partner wurde.

## Kohlberg Kravis Roberts
Die drei machten sich unter dem Namen Kohlberg Kravis Roberts 1976 als Leveraged Buy-out-Firma selbständig, Kohlberg stieg aber 1987 aus.
In den USA wurde KKR durch die spektakuläre 31,4 Mrd. USD Übernahmeschlacht um RJR Nabisco (Mutter von R.J. Reynolds Tobacco Company) 1989 bekannt, die Bücher wie Die Nabisco-Story: ein Unternehmen wird geplündert (Barbarians at the gate) von Bryan Burrough und John Helyar und einen Fernsehfilm nach sich zog.